# Победа (Киев)
Побе́да (укр. Перемо́га) — микрорайон, посёлок в Святошинском районе города Киева. Расположен между улицей Василия Верховинца и железной дорогой Киев — Ковель.

## Описание
Посёлок застроен в 1956—1959 годах частными усадьбами и двухэтажными многоквартирными домами. Назван в честь победы СССР в Великой Отечественной войне. В 1968 году улицы поселка (2 продольные и 8 поперечных) получили современные названия.
Поселок граничит с промышленной зоной, расположенной на восток от массива Никольская Борщаговка. Главная улица — улица Василия Верховинца. Всего в посёлке 8 поперечных и 2 продольные улицы. Застройка основной части посёлка — малоэтажная, ближе к проспекту Леся Курбаса — несколько 3-5-этажек и одна многоэтажка.